# Incanagraszanger
De incanagraszanger (Incana incana) is een zangvogel uit de familie Cisticolidae.

## Verspreiding en leefgebied
Deze soort is endemisch op Socotra, een kleine archipel in de Indische Oceaan nabij de Hoorn van Afrika.

## Status
De grootte van de populatie is in 2006 geschat op 3300 volwassen vogels. Op de Rode lijst van de IUCN heeft deze soort de status niet bedreigd.